# Nodo ferroviario

Esempio del nodo ferroviario di Sulmona

Il termine nodo ferroviario definisce una località di servizio ferroviario nella quale convergono, si intersecano o si dipartono varie linee ferroviarie. Le linee possono essere interconnesse o solo confluenti nello stesso punto; se a scartamento ferroviario differente possono soltanto affiancarsi allo scopo di favorire l'interscambio di merci o viaggiatori.
Il nodo può essere costituito da linee ferroviarie di vario genere, sia con servizio viaggiatori che con solo servizio merci; può essere aperto al pubblico o essere solo per servizio interno ferroviario.
I nodi ferroviari di solito, ma non è la regola, si trovano nelle grandi città o nelle vicinanze di esse; a volte si trovano in corrispondenza di aree industriali, di porti o di aeroporti.